# Fairview (programme)
Fairview est un programme de partage d'informations entre la société de télécommunications AT&T et la National Security Agency (NSA). La première transmet à la seconde des données sur les appels téléphoniques, les courriels et d'autres communications dans Internet, si elles sont menées par des citoyens étrangers et qu'elles passent par des câbles de communications ou des stations-relais d'importance situés en sol américain. Même si ce programme a été lancé en 1985, ses termes sont encore secrets en 2017,.

## Partenaire corporatif
C'est le quotidien The Washington Post qui identifie, le 23 octobre 2013, le « partenaire corporatif essentiel » (key corporate partner) du programme FAIRVIEW à la suite d'une entrevue avec l'historien américain Matthew Aid (qui a rédigé deux livres sur la NSA) : il s'agit d'AT&T. Cette information est confirmée par un rapport conjoint, publié le 15 août 2015, de Pro Publica et du journal The New York Times, rapport qui s'appuie sur des documents de la NSA où l'on peut lire qu'il s'agit d'une société « très collaborative » (highly collaborative) qui fait montre d'un « extrême empressement d'aider » (extreme willingness to help).
En 2011, la NSA verse 188.9 millions US$, ce qui représente le double de ce qui a est versé pour STORMBREW, programme suivant par son ampleur.

## Portée du programme
Selon Edward Snowden, en 2013 : « La NSA est partenaire d'une grande société de télécommunications américaine...[qui] est elle-même partenaire de sociétés de télécommunications dans les pays étrangers, [ce qui permet] alors à la société américaine de consulter les systèmes de télécommunications de ces pays ; cet accès sert à rediriger le trafic vers les entrepôts de la NSA »,.
Selon ses révélations, la NSA aurait recueilli 2,3 milliards de morceaux de données uniques d'usagers brésiliens en janvier 2013 seulement.
Auparavant, Snowden avait révélé que la NSA cueillait aussi des métadonnées téléphoniques et des textos de plus d'un milliard d'usagers vivant en Chine ; cependant, le nom du programme est inconnu.

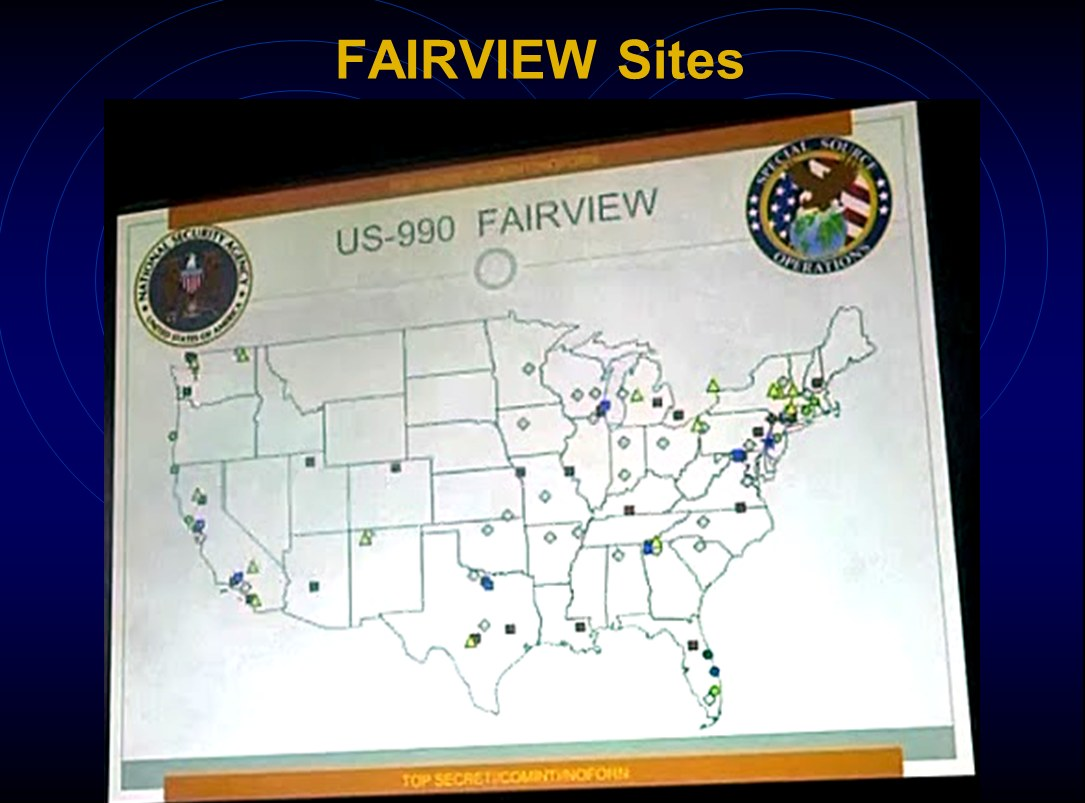
Carte des SIGAD de FAIRVIEW (2013), diffusée par une chaîne de télévision brésilienne.

Un diapositive sur FAIRVIEW est apparue sur une télévision brésilienne en 2013 montre une carte avec des symboles sur une carte des États-Unis, mais aucune légende n'explique la signification des symboles. En s'appuyant sur une carte semblable dotée d'une légende, publiée en août 2015, on peut conclure que la NSA exploitait dès 2010 les appareils d'AT&T suivants :
- 8 points d'échange Internet
- 26 installations avec routeurs pour VoIP
- 1 installation avec hub routeur pour VoIP (30 de plus en projet)
- 9 points d'ancrage pour câbles sous-marins (cable landing point (en), 7 de plus en projet)
- 16 stations 4ESS (des appareils servant à transmettre des télécommunications téléphoniques, plus précisément des No. 4 Electronic Switching System (en))

À l'exception des installations pour VoIP, la plupart de ces points d'accès se trouvent à la frontière des États-Unis.

## Autorisations légales
La collecte de données par FAIRVIEW est autorisé par ces mécanismes légaux :
- FISA, loi qui exige des mandats explicite de la FISA Court par la section 702 de la FAA lorsque l'une des extrémités de la télécommunication est en pays étranger ;
- Transit Authority lorsque les deux extrémités se trouvent en sols étrangers ;
- AT&T transmet à la NSA, sans traitement préalable, des métadonnées sur les appels téléphoniques domestiques, ce qui est autorisé par la section 215 du USA PATRIOT Act (en vigueur à partir d'octobre 2001). Au début, AT&T transmettait des métadonnées d'appels entre téléphones fixes ; en 2011, la société a aussi commencé à transmettre des métadonnées de téléphones mobiles (au rythme de 1,1 milliard de métadonnées par jour)[1].

## Captures d'écran

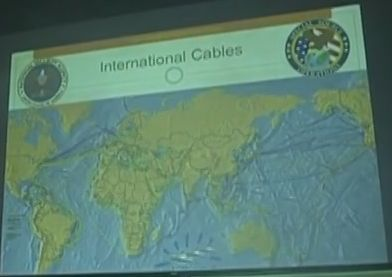
Upstream collection, carte des câbles internationaux
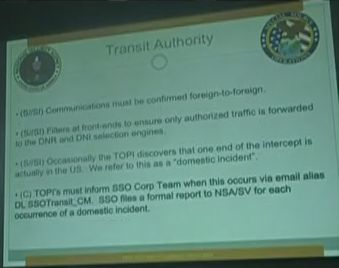
Upstream collection, Transit Authority
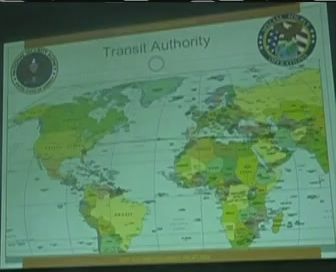
Upstream collection, carte des Transit Authority
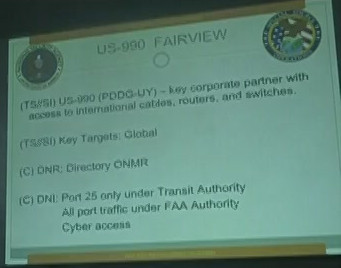
FAIRVIEW, en résumé
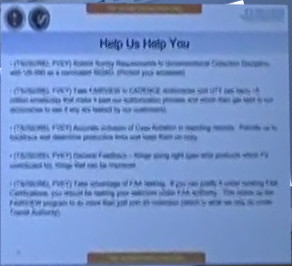
B-reel, 2e présentation de FAIRVIEW : « Help us help you » (« Aidez-nous, on vous aidera »)
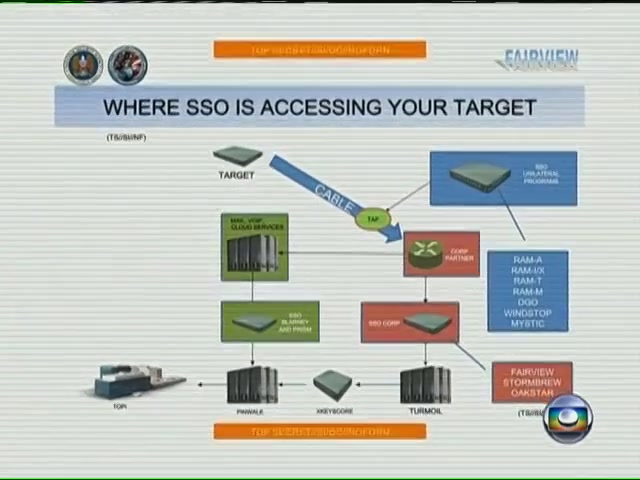
2e présentation de FAIRVIEW : où les Special Source Operations (en) (SSO) observent les cibles

### Citations originales
1. ↑  The NSA partners with a large US telecommunications company...[which] partners with telecoms in the foreign countries, [which] then allow the US company access to those countries' telecommunications systems, and that access is then exploited to direct traffic to the NSA's repositories.